# José Antonio Urquiza
José Antonio Urquiza Septién (Santiago de Querétaro, Querétaro; 10 de abril de 1904 - Apaseo el Grande, Guanajuato; 11 de abril de 1938) fue un integrista mexicano, rico terrateniente y figura clave en el desarrollo del sinarquismo mexicano. Junto con muchos otros católicos radicales, Urquiza cofundó la Unión Nacional Sinarquista (UNS). A lo largo de su vida, donó una cantidad considerable de su fortuna a la organización y financió en gran medida las primeras actividades y el crecimiento del grupo.
A frecuencia se cita erróneamente a Urquiza como líder y único fundador del UNS. A pesar de ser un católico devoto e integrista, Urquiza no era un ideólogo ni tenía interés en la política. Durante su breve estancia en la UNS, a la que consideraba una asociación cívica, la organización aún no había establecido sus valores y política básicos. Urquiza se opuso con vehemencia a la politización de la organización.

## Familia y juventud
Urquiza nació el 10 de abril de 1904 en Querétaro. Formaba parte de una prominente y acaudalada familia de terratenientes que perdió una considerable cantidad de propiedades durante la Revolución Mexicana.

## Unión Nacional Sinarquista
Urquiza había formado parte de una sociedad y organización católica secreta conocida como La Base o La Legión con origen en Guadalajara. Desde al menos 1934, fue líder de la zona de Guanajuato.
El consejo de La Base tenía la intención de crear una organización pública para promover los objetivos del grupo. Se decidió llevar a cabo una reunión entre otros líderes de la división para crear la organización. A petición de Urquiza, la reunión se celebró en Guanajuato. Esta reunión tuvo lugar el 23 de mayo de 1937 con la asistencia de 137 personas, estableciendo la Unión Nacional Sinarquista. Urquiza se opuso con vehemencia a que el SNU se constituyera como partido político.
El 12 de junio de 1937, Urquiza y José Trueba Olivares redactaron el manifiesto sinarquista. El manifiesto fue criticado por Salvador Abascal Infante por ser muy vago en su declaración y objetivos de la organización. Sin embargo, el borrador de Urquiza sirvió de base para el sinarquismo. Gonzalo Campos revisó el borrador posteriormente.
En septiembre de 1937, Urquiza viajó a Washington acompañado con su hermano Carlos y Abascal. Allí se reunieron con destacados obispos norteamericanos, entre ellos Ambrosio Burke, para discutir el futuro del movimiento sinarquista y asegurarse de que este no encontraría ningún obstáculo en las diócesis del sur de América.
Por aquel entonces, Urquiza se convirtió en un embajador no oficial del movimiento en Estados Unidos.

## Asesinato
Urquiza había ido al pueblo de Apaseo el Grande para resolver una disputa de tierras. Al parecer, Urquiza tenía una disputa con su peón que había estado trabajando en su propiedad. Mientras esperaba el tren para salir del pueblo, el 11 de abril de 1938, Urquiza fue apuñalado por el peón, Isidro Parra, que se encontraba en estado de ebriedad. Recibió dos puñaladas, una en la espalda y otra en el corazón. En entrevistas con conocidos, Urquiza fue descrito como "un propietario no ejemplar" y que maltrataba a sus peones.
Tras el asesinato, familiares y miembros de la UNS afirmaron que Urquiza fue asesinado bajo las órdenes del presidente Cárdenas. Fue declarado mártir por los cofundadores de la UNS, José Trueba Olivares y Manuel Zermeño Pérez, afirmando que Urquiza había muerto por la causa sinarquista. Hoy en día, Urquiza es una figura importante para la Unión Nacional Sinarquista y se le rinde homenaje regularmente en las concentraciones.

## Vida personal
Aunque se le consideraba muy inteligente, Urquiza era tartamudo y no se le consideraba un buen orador. Urquiza nunca hablaba en mítines o reuniones. Esto contribuyó a que Urquiza fuera reacio a dirigir la UNS, que él mismo consideraba que no era adecuado para el cargo.
Aunque los miembros de la UNS solían tener creencias fascistas o falangistas, Urquiza se caracterizaba por ser apolítico y no adherirse a ninguna ideología. No mostró ningún interés por la política o el gobierno, y se opuso con vehemencia a que la UNS se convirtiera en un partido político, ya que consideraba que la organización era de carácter cívico.
José Antonio Urquiza forma parte de la prominente e influyente familia Urquiza de Querétaro. Entre los miembros de esta familia se encuentra el ex gobernador de Querétaro y arquitecto Antonio Calzada Urquiza.